# Atelognathus solitarius
Az Atelognathus solitarius a kétéltűek (Amphibia) osztályába, a békák (Anura) rendjébe és a Batrachylidae családjába tartozó faj.

## Előfordulása
A faj Argentína endemikus faja. Argentína Río Negro tartományában, Ñorquincó megyében honos 1200 méteres magasságban. Természetes élőhelye szubtrópusi vagy trópuszi száraz bozótosok, folyók.